# Michael Gross (kunstenaar)

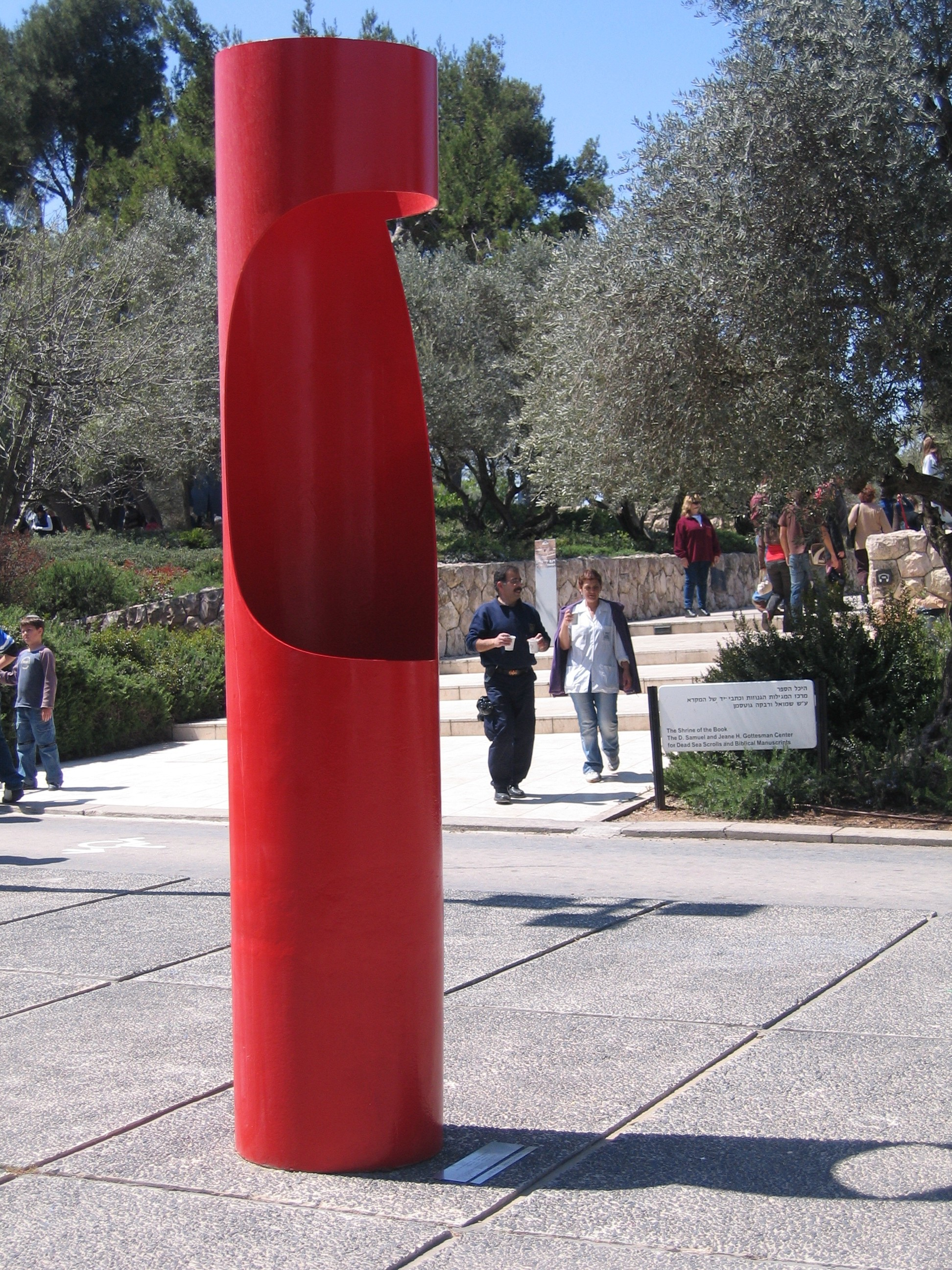
"Queen", Billy Rose Art Garden, Jeruzalem

Michael Gross (Tiberias, 1920 – 2004) was een Israëlische schilder, beeldhouwer en conceptueel kunstenaar.

## Leven en werk
Gross studeerde van 1939 tot 1940 aan het Teachers’ Training College in Jeruzalem en van 1943 tot 1945 beeldhouwkunst bij Moshe Fischer aan het Technion – Israel Institute of Technology in Haifa. Van 1951 tot 1954 verbleef hij in Parijs, waar hij bij Michel Gimond studeerde aan de École nationale supérieure des beaux-arts. In 1954 keerde hij terug naar Israel, waar hij zich vestigde in in de kibboets Ein Hod, een kunstenaarsdorp, in 1953 gesticht door de Roemeense kunstenaar Marcel Janco, dicht bij Haifa en de Karmelberg. Van 1957 tot 1960 doceerde hij aan de Bezalel Art Academy in Jeruzalem en van 1960 tot 1980 aan het Oranim Academic College in Kiryat Tiv'on.
Het werk van Gross bevindt zich in de collectie van meerdere musea en beeldenparken in Israël, zoals het Israel Museum en de Billy Rose Art Garden in Jeruzalem, het Haifa Museum of Art in Haifa, het Tel Aviv Museum of Art in Tel Aviv en de Tefen Sculpture Garden.
Gross vertegenwoordigde Israel in 1960 bij de Biënnale van Venetië, kreeg in 1971 de gouden medaille bij de Biënnale van São Paulo en in 1977 de Sandberg Prize for Israeli Artists van het Israel Museum. In 1992 werd hij uitgenodigd voor documenta IX in het Duitse Kassel. Hij ontving in 2000, in de afdeling schilder- en beeldhouwkunst, de Israel Prize in Jeruzalem.

## Werken (selectie)
- 1969 To the victims of the sea, campus Universiteit van Tel Aviv in Tel Aviv
- 1969/70 Queen, de Billy Rose Art Garden in Jeruzalem
- 1992 Cry Pray, de Billy Rose Art Garden
- Rhythm in Space, Tefen Sculpture Garden in de streek Galilea

## Fotogalerij

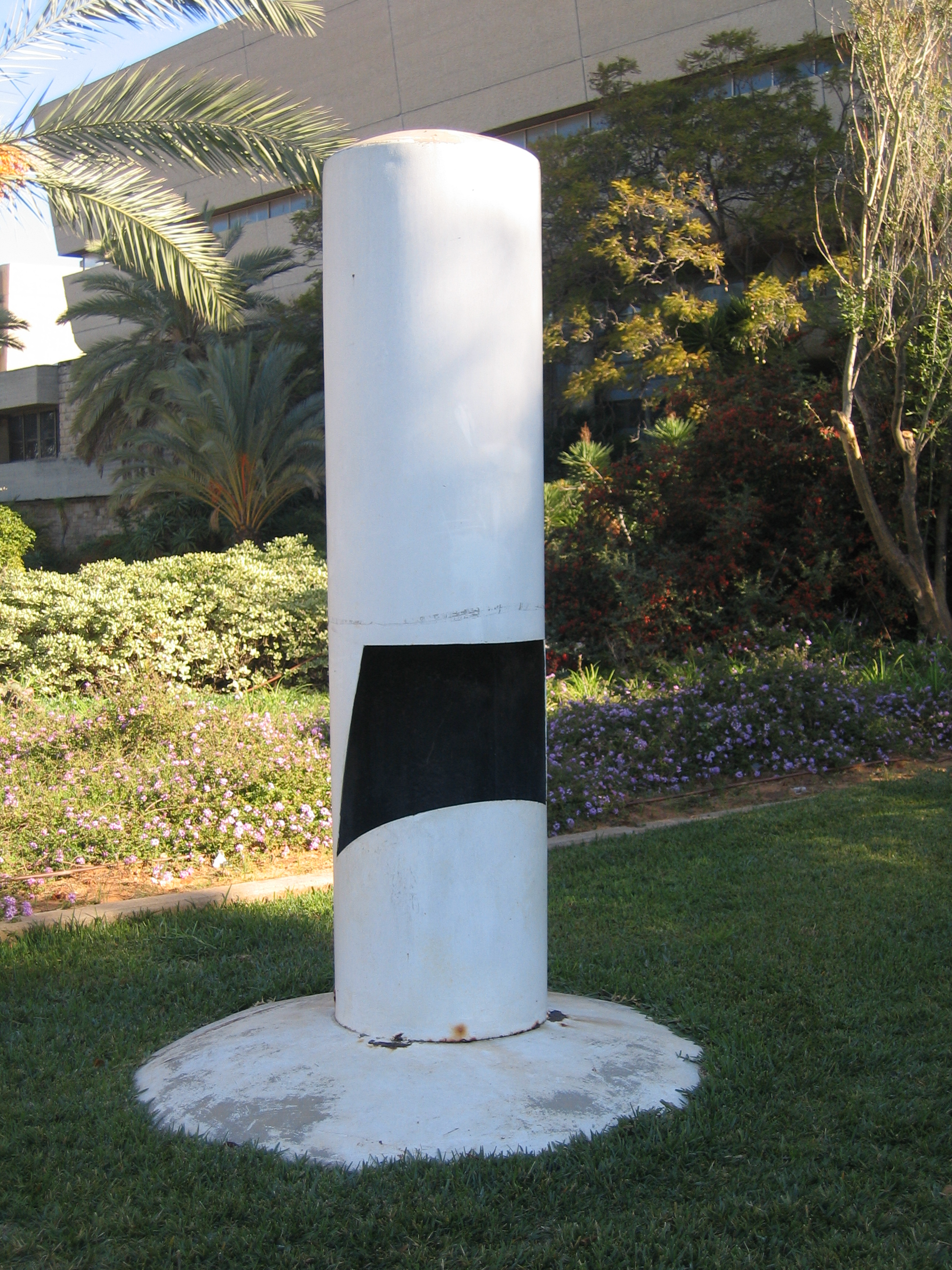
To the victims of the sea (1969)
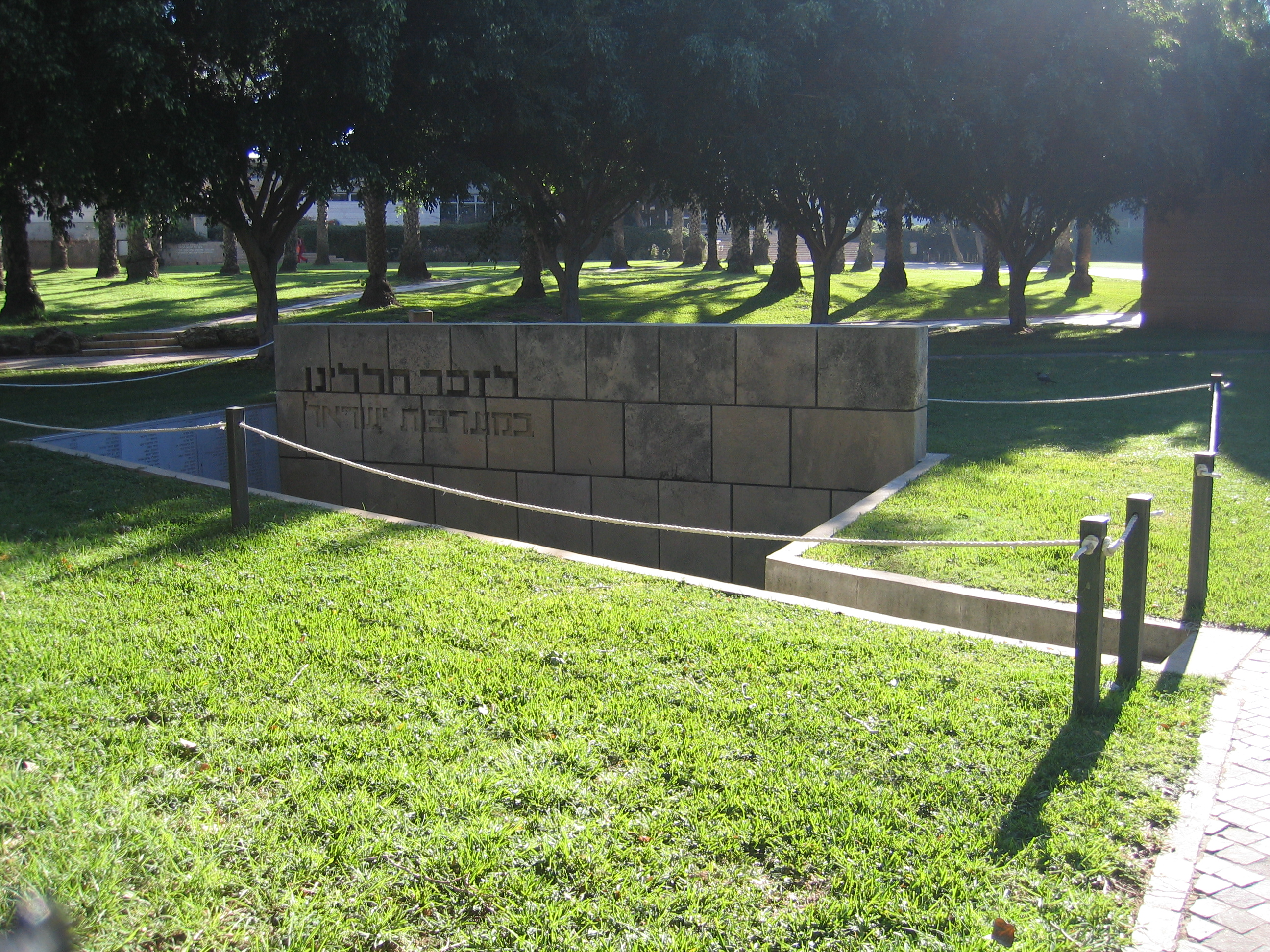
Monument op de campus van de Universiteit van Tel Aviv
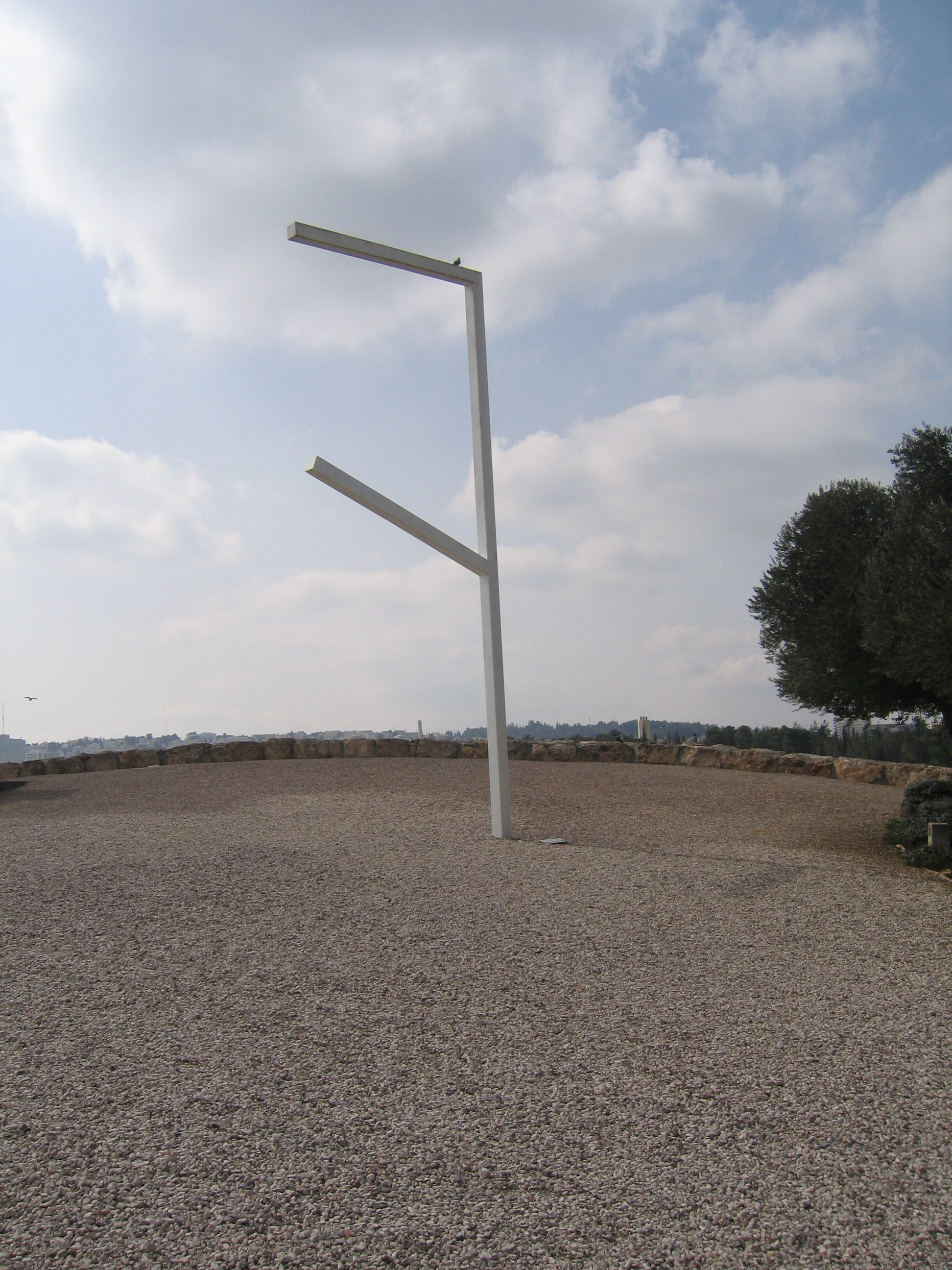
Cry, Pray (1992)